# Александр Петріно
Александр Петріно (рум. Alexandru Petrino, нім. Alexander Freiherr von Petrinò; *18 травня 1824, Вишкiвцi, Австрійська імперія — †17 квітня 1899, Чернівці, Австро-Угорщина) — буковинський поміщик і політик, депутат Буковинського сейму та Австрійської імперської ради, міністр сільського господарства Австро-Угорщини (єдиний буковинець, який обіймав цю посаду). Належав до румунського націоналістичного табору.

## Біографія
Походив зі старовинної родини грецьких купців, які наприкінці XVIII століття оселилися в Молдові як фанаріоти. Був сином поміщика Апостоло Йоана Петріно (з 1835 року — барона), який помер у 1837 році. Його вітчимом був землевласник Йоан Мустаца. Сповідував православну віру. Одружився з Марією Мартіне (померла в 1895 році).
Навчався у гімназії та філософському інституті в Чернівцях, а з 1842 року — на юридичному факультеті Віденського університету. Після навчання мешкав як поміщик у Вишкiвцях. У 1855 році придбав маєток Будинець. Після 1875 року почав вкладати кошти в індустріальні підприємства: був головним акціонером залізничної компанії Lemberg–Czernowitz–Jassy та з 1882 року — співзасновником і президентом (до 1889 року) Bukowinaer Boden-Credit-Anstalt.

## Політична діяльність
У 1860 році став членом розширеної Імперської ради, виступаючи за покращення становища православної церкви. Після створення Буковинського сейму в 1861 році, був депутатом у 1861–1864, 1866–1873 та 1874–1875 роках. Був також депутатом Райхсрату в кількох каденціях: 1861–1864, 1867–1870, 1870–1871 та 1873–1876.
Як один із найбагатших поміщиків Буковини, був співзасновником Товариства для розвитку культури в краї, акціонерного товариства «Місцеві залізниці Буковини», Інституту земельного кредиту, підтримував створення Краєвої бібліотеки в Чернівцях і Товариства румунської культури та літератури в Буковині.
Після того як його брат Ніколае Петріно відмовився від мандату, Александр був обраний депутатом у першому скликанні Райхсрату (3 травня 1861 – 9 травня 1864) від колегії великих землевласників. У другому скликанні (20 травня 1867 – 31 березня 1870) представляв колегію міст та Торгово-промислової палати Чернівців. Він подав у відставку разом із 11 депутатами на знак протесту проти відхилення Райхсратом його пропозиції про розширення автономії провінцій та невідкладного обговорення виборчого закону.
У III та V скликаннях знову був обраний від колегії великих землевласників. З 17 червня до кінця вересня 1867 року входив до Клубу Гербст-Кайзерфельда. У 1870 та 1873 роках приєднався до правоцентристського Клубу, ідентифікуючи себе як румунський федераліст.
У складі уряду графа Альфреда Юзефа Потоцького обіймав посаду в.о. міністра сільського господарства з 6 травня до 30 червня 1870 року, а потім — повного міністра з 30 червня 1870 до 4 лютого 1871 року.

## Партія і національні ідеї
Барон Александр Петріно очолював Федералістичну партію (також відому як Партія автономістів), яка виступала за ширшу автономію Буковини від Відня. До цієї партії також входили Георге Гурмузакі, Олександр Василько фон Серецький і Георге Флондор. Федералісти були румунськими шовіністами й ексклюзивістами, які вважали всю Буковину румунською землею. Як зазначав губернатор Венцель фон Мартіна, «партія Петріно» вела кампанії проти іноземних чиновників (наприклад, українців), яких "привозили з Галичини".
Петріно був суперником ліберала Євдоксій Гурмузакі, лідера центристів, які, поділяючи ексклюзивістський румунський націоналізм, прагнули гармонізації законодавства з Віднем і тіснішої співпраці з німецькою громадою Буковини.
У 1872 році Петріно заснував Товариство національних автономістів і газету «Der Patriot», спробувавши відновити популярність, однак зазнав виборчої поразки. У поєднанні з родинними проблемами це призвело до його відходу з політики у 1875 році. Решту життя провів на своїх маєтках, де й помер у 1899 році.